# Nachal Sachaf
Nachal Sachaf (hebrejsky נחל סחף) je vádí v jižním Izraeli, v severozápadní části Negevské pouště.
Začíná v nadmořské výšce okolo 100 metrů jihozápadně od vesnice Alumim. Směřuje pak k jihozápadu krajinou, která díky soustavnému zavlažování ztratila svůj pouštní charakter a která je v této oblasti výrazně zalesněna. Koryto vádí se mírně zařezává do okolního terénu a eroze zde vytváří kráterovité útvary. Okolí vádí je začleněno do přírodní rezervace Be'eri. Ze severozápadu míjí vesnici Be'eri. Nedaleko od hranic pásma Gazy ústí zprava do vádí Nachal Besor.